# CW Водолея
CW Водолея (лат. CW Aquarii), HD 211708 — двойная затменная переменная звезда типа Беты Лиры (EB) в созвездии Водолея на расстоянии приблизительно 1362 световых лет (около 417 парсеков) от Солнца. Видимая звёздная величина звезды — от +11,09m до +10,62m. Орбитальный период — около 0,5429 суток (13,03 часов).

## Характеристики
Первый компонент — белая звезда спектрального класса A9V. Эффективная температура — около 7532 К.